# منتخب إثيوبيا لكأس ديفيز
منتخب إثيوبيا لكأس ديفيز هو ممثل إثيوبيا الرسمي في كرة المضرب في كأس ديفيز.